# Rádio América (São Paulo)
Rádio América é uma estação de rádio brasileira com sede em São Paulo, SP,
Fundada pela Organização Byington. Opera na frequência 85.90 MHz FM. É uma das emissoras da Rede Canção Nova de Rádio administrada pela  Comunidade Canção Nova. Seus estúdios estão localizados na Avenida Brigadeiro Luís Antônio, e seus transmissores na Rodovia Raposo Tavares, em Cotia.

## História

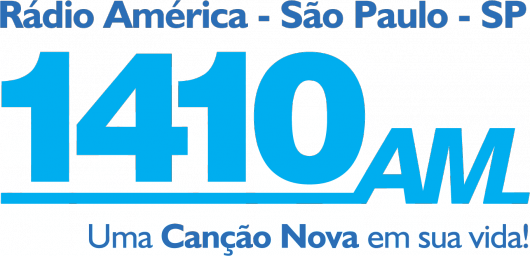
Logotipo usado até 2019.

Fundada em 4 de novembro de 1931, pela Organização Byington, a Rádio Kosmos nasceu sob a marca de ser considerada ”a estação das grandes iniciativas”. Primeiro com o prefixo PRA 0 e depois PRB 6, a emissora iniciou suas transmissões em 17 de agosto de 1934, com inauguração oficial em 15 de outubro do mesmo ano, quando foi também inaugurado o salão azul da emissora, onde aconteciam apresentações de shows, peças de teatro, filmes e bailes, localizado nas proximidades da Praça Marechal Deodoro, coração da Capital Paulista.
A Rádio Kosmos foi a quarta emissora radiofônica instalada em São Paulo, com seus transmissores de 5.000 watts, localizados nas várzeas da Rua Cerro Cora, Vila Romana. Em maio de 1937, a Sociedade Rádio Kosmos transformou-se em sociedade anônima e teve sua sede transferida para a Avenida São João. Oito anos mais tarde, houve a mudança definitiva para o nome ostentado até hoje: Rádio América.
Ao final do período Vargas, momento em que o Brasil viveu um intenso clima político, a emissora contou com nomes importantes no cenário nacional, como Adhemar de Barros Filho, João Jorge Saad, Bruno de Cavalcante Feder e Flávio Prestes. Na chamada ”fase áurea” do rádio brasileiro, a Rádio América teve entre suas principais atrações, programas esportivos e de auditório.
Profissionais como Edson Leite, Pedro Luiz, José Paulo de Andrade (na rádio-escuta) e Osvaldo Nascimento (narrando as disputas de turfe) trabalharam na Rádio América neste período, em duas sedes diferentes da emissora, uma na Rua da Consolação e outra no Morumbi.
Em 1967, a administração da Rádio América é assumida pela Pia Sociedade de São Paulo, e a sede muda-se para um prédio próprio, na Rua Dr. Pinto Ferraz, na Vila Mariana, onde permaneceu até o final da década de 2000.
No início da década de 1980, novos transmissores são instalados nas proximidades da Rodovia Raposo Tavares, impulsionando a potência de transmissão para 50 kilowatts. A partir da década de 1990, a Rádio América atingiu sucessivos recordes de audiência (em 1993, completou um ano em segundo lugar entre as emissoras da grande São Paulo ficando atrás da líder Rádio Globo), chegando até a receber, da gravadora Warner-Continental, um disco de ouro em homenagem à grande divulgação da música brasileira.
Ao longo de uma história marcada pela prestação de serviços à sociedade, a Rádio América sempre contou com nomes significativos da mídia nacional, entre os quais se destacam Ary Barroso, Adoniran Barbosa, Cacilda Becker, Paulo Vanzolini, Wagner Montes, César Filho, Carlos Nascimento, Sônia Abrão, Ney Gonçalves Dias, Augusto Liberato, Raul Gil, entre muitos outros. A Rádio América comemora mais de 70 anos de fundação com uma inovadora grade de programação. Importante ressaltar que todo esse pessoal e esse sucesso ocorreu graças à chegada da Rede L&C de Emissoras que na década de 70/80 passou a cuidar de toda a programação da emissora - que na época fazia parte de uma Rede com mais de 100 emissoras afiliadas em todo o Brasil. Outro ponto forte foram os eventos do "SHOW DO ANO". A emissora convidava e levava mais de 80 artistas que se apresentavam num grande dia de festa no Ginásio da Portuguesa.
Durante a década de 1990, seu principal comunicador era o Padre Marcelo Rossi, recordista de vendas de discos no Brasil. Em 1999, a Pia Sociedade de São Paulo anunciou a formação da Rede Paulus Sat, encabeçada pela Rádio América. Na época, a emissora era vice-líder entre as emissoras AM de São Paulo com uma programação popular durante o dia e religiosa católica à noite. O sacerdote deixou a emissora em 2001 ao perceber que no intervalo de seu programa foi exibido um comercial do Ministério da Saúde sobre o uso da camisinha. O padre comandava o seu programa à distância, pois estava na Bahia para divulgar seu novo CD. Ao perceber a exibição do comercial, desligou o telefone e saiu do ar.
Em 2006, a comunidade católica Canção Nova assumiu a programação da Rádio América. A emissora manteve o nome, mas recebeu o slogan "uma nova canção no ar" e passou a ser filial da Rádio Canção Nova de Cachoeira Paulista transmitindo os programas em rede com a mesma além de gerar programação local.
Em 29 de novembro de 2019, a emissora passou a transmitir na frequência de 780 kHz, que até setembro do ano anterior tinha sido ocupada pela CBN São Paulo.
A emissora se prepara para realizar a migração para o FM onde irá operar na frequência 85.9 MHz na banda estendida além de mudar o nome de América para Rádio Canção Nova padronizando com as outras emissoras da rede. A mudança está prevista para setembro e vem sendo amplamente divulgada durante a programação e nas redes sociais.